# هنري لاندو
هنري لاندو (بالإنجليزية: Henry Landau)‏ هو رياضياتي وعالم حاسوب أمريكي، ولد في 1950.